# 夢次元ハンターファンドラ
『夢次元ハンターファンドラ』（むじげんハンターファンドラ）は、1985年から1986年にかけて発売された永井豪原案、カナメプロダクション制作による日本のOVA作品。全3話。

## 登場人物

### 主要人物
ファンドラ
声 - 堀江美都子
本作の主人公。ファントス王家の遺児。赤い宝珠「ルピア」の所有者。
クエ
声 - 神谷明
ファンドラに仕える従者。ドラゴンに変身する。２つの宝珠を守護していたが、自身のミスで失われていたため、ファンドラを守りつつ宝珠を探していた。
ヨグ・ソゴス
声 - 井上真樹夫
青い宝珠「エンドラン」の所有者。フルネームは「ヨグ・ソート・ソゴス」。レム王国の国王と王妃を殺害し、宝珠の力で王女レイミアを洗脳して「ゲルズバーグ」と名乗り王国を支配していた。

### Part.1 レム・ファイト編
レイミア
声 - 戸田恵子
レム王国の最後の王女。赤い宝珠の力で洗脳が解けて両親の仇討ちをしようとするが、返り討ちに遭いファンドラの腕の中で息絶えた。

### Part.2 デッドランダー編
ソート
声 - 井上和彦、少年：三田ゆう子
青い宝珠を手に入れる前のヨグ・ソゴス。完全なる悪となるため、角を折って創り出したヨグ・ソゴスの分身。母星デッドランダーが滅びる際、宇宙船に乗り脱出しようとしたが、落ちかかった恋人フォンティーヌの右手を掴んで必死に救おうとしたが、左頬に傷を負って死の恐怖に襲われて手を離してフォンティーヌを死なせてしまう。そのため、心を病んで後の極悪な犯罪者「ヨグ・ソゴス」と化したのだった。過去の記憶を取り戻し、建物が崩壊して転落しかけたフォンティーヌを救おうと彼女の手を再び掴んだ際、予定通りに本体のヨグ・ソゴスに抹殺された。
フォンティーヌ
声 - 潘恵子
ソートの恋人。デッドランダーの救い主「青い光の神」と名乗るヨグ・ソゴスに命じられ、ファンドラを殺そうとするが、ソートと共に殺されてしまう。

## スタッフ
|                      | Part.1                             | Part.2                             | Part.3                             |
| -------------------- | ---------------------------------- | ---------------------------------- | ---------------------------------- |
| 原案                 | 永井豪                             | 永井豪                             | 永井豪                             |
| 監督                 | 岡迫和之                           | 吉田浩                             | 影山楙倫                           |
| 脚本                 | 水出弘一、山田隆司                 | 水出弘一、山田隆司                 | 水出弘一、山田隆司                 |
| キャラクターデザイン | 田村英樹                           | 渡辺真由美                         | 渡辺真由美                         |
| キャラクターデザイン | N/A                                | N/A                                | 山内英子                           |
| 作画監督             | 志田正博                           | 今井まさひろ                       | 池上裕之                           |
| メカニカルデザイン   | 小原渉平                           | 小原渉平                           | N/A                                |
| メカニカルデザイン   | N/A                                | 西井正典                           | 西井正典                           |
| 異生物設定           | 豊増隆寛                           | 豊増隆寛                           | N/A                                |
| 音楽                 | 青木望                             | 青木望                             | 青木望                             |
| 音響監督             | 松浦典良                           | 松浦典良                           | 松浦典良                           |
| プロデューサー       | 長尾聡浩                           | 長尾聡浩                           | 長尾聡浩                           |
| 制作                 | カナメプロダクション               | カナメプロダクション               | カナメプロダクション               |
| 製作                 | ヒロメディア、カナメプロダクション | ヒロメディア、カナメプロダクション | ヒロメディア、カナメプロダクション |

## 各話リスト
- Part.1 レム・ファイト編
- Part.2 デッドランダー編
- Part.3 ファントス編